# Josef Pokorny
Josef Pokorny (* 12. Februar 1829 in Wien; † 9. Jänner 1905 in Hinterbrühl, Niederösterreich) war ein österreichischer Bildhauer und Akademieprofessor, er lehrte an der Technischen Universität Wien. Er stellte unter anderem Skulpturen für Kirchen, für die Universität Wien sowie für das Schloss des Erzherzogs Ludwig Viktor in Wien her.

## Werke

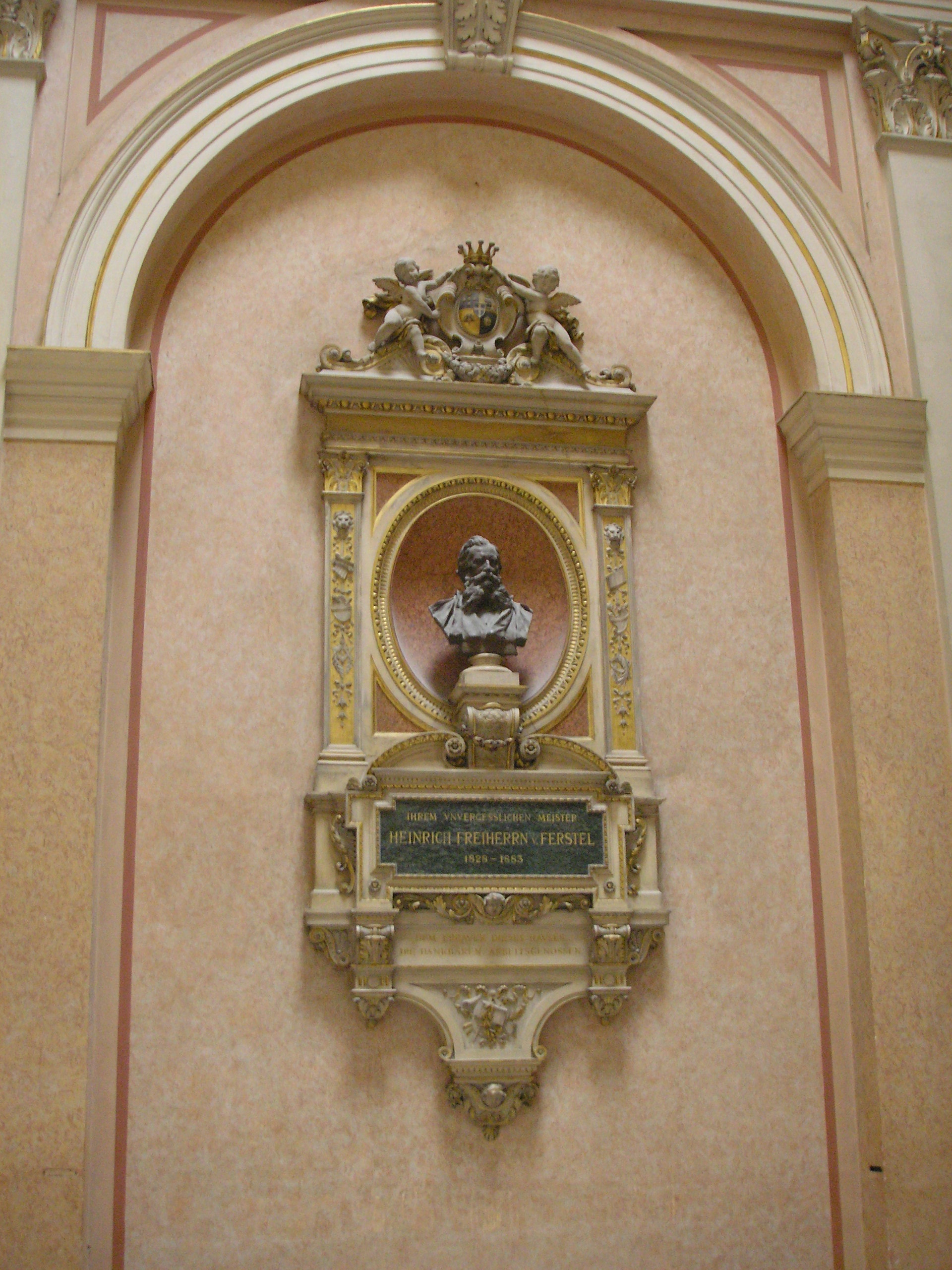
Ferstel Denkmal in Wien

- um 1859: Altare und Ausstattung der Pfarrkirche zum Hl. Leonhard in Markt Piesting
- 1863–1866: Bildhauerische Ausstattung am Akademischen Gymnasium in Wien, Beethovenplatz 1
- 1863–1869: Bildhauerische Dekoration am Palais Erzherzog Ludwig Viktor in Wien, Schwarzenbergplatz 1
- 1865: Architekturmodell zum Bau des Künstlerhauses in Wien, Karlsplatz 5
- 1870–1871: Stuckdekoration im ehem. Haus Tietz in Wien, Schottenring 10
- 1871–1872: Bauplastik am Palais Henckel von Donnersmarck in Wien, Parkring 14
- um 1876: Minervabrunnen am Verbindungsbau zwischen Museum für Angewandte Kunst und der Universität für Angewandte Kunst
- 1874–1877: Hauptaltar der Schwarzenbergschen Gruftkapelle in Wittingau (Třeboň)
- um 1886: Bildhauerarbeiten am Denkmal für Heinrich von Ferstel im Hauptgebäude der Universität Wien[2]